# 8321 Akim

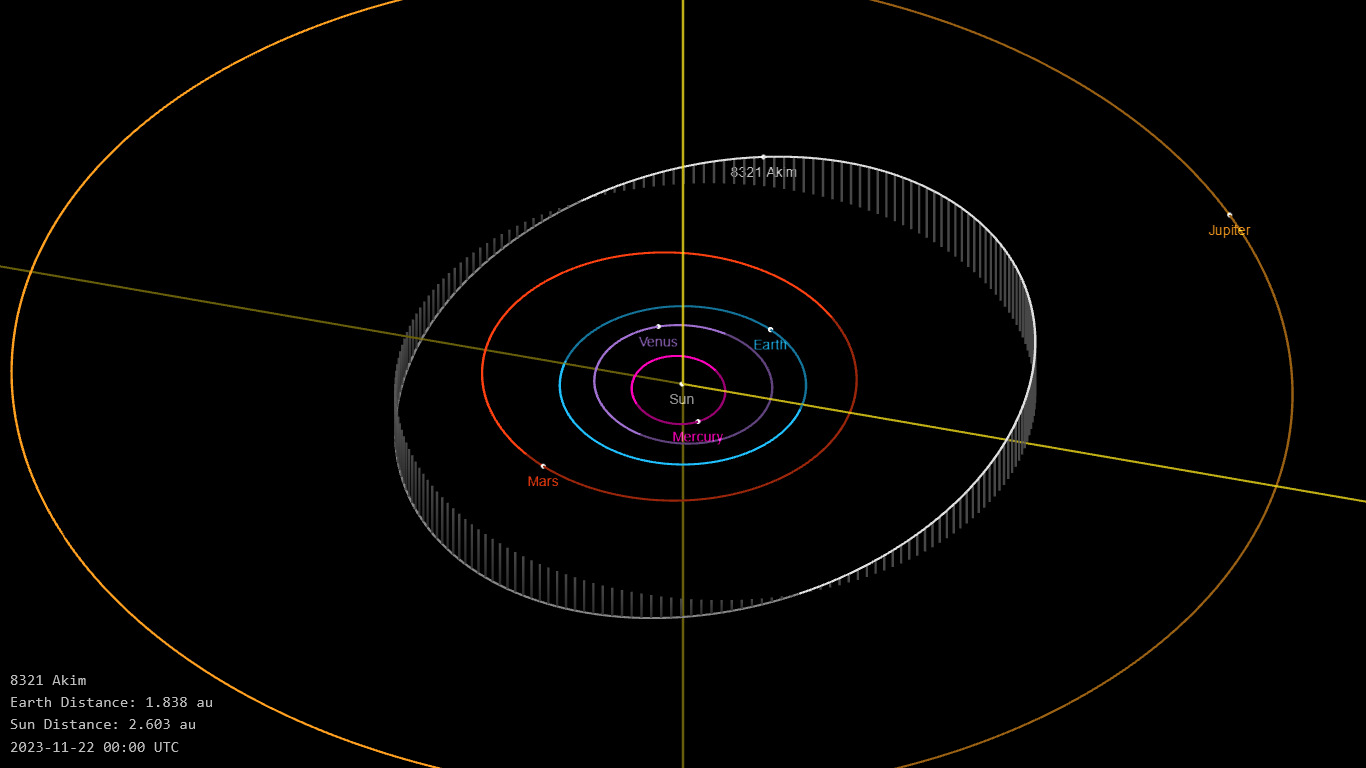
orbita asteroidului Akim 8321

8321 Akim este un asteroid din centura principală de asteroizi.

## Descriere
8321 Akim este un asteroid din centura principală de asteroizi. A fost descoperit pe 13 martie 1977 la Observatorul de Astrofizică din Crimeea de Nikolai Cernîh. El prezintă o orbită caracterizată de o semiaxă mare de 2,65 ua, o excentricitate de 0,11 și o înclinație de 12,1° în raport cu ecliptica.